# Anton Marklund
Anton Marklund, född 9 december 1992, är en svensk racerförare som vann FIA European Rallycross Championship 2017 och 2022. Han har under större delen av sin karriär tävlat för sin fars team Marklund Motorsport.

## Karriär
Marklund deltog i fem omgångar av 2011 års European Rallycross Championship för Marklund Motorsport med en Ford Fiesta Touring car och fick en tredjeplats i Sverige. I 2011 års europeiska rallycrossmästerskap fick han två segrar och sex andraplaceringar, och vann därmed TouringCar-titeln.
I 2013 års European Rallycross Championship bytte Marklund till Supercar och körde där en Volkswagen Polo och slutade totalt sju poäng. Marklund tävlade 2014 FIA World Rallycross Championship i en Volkswagen Polo Supercar, återigen för Marklund Motorsport. Han nådde fem finaler och en karriär-bästa 2:a plats i Kanada. Han slutade säsongen 6:a i poäng efter att ha tagit poäng i varje tävling. 2015 tävlade Marklund på FIA World Rallycross Championship med Mattias Ekströms team, EKS RX, som körde en Audi S1 på alla tävlingar förutom Kanada, där han körde en Volkswagen Polo. Han avslutade säsongen starkt, med en 6:e placering i Turkiet och en 4:e placering i Italien. 2015 körde Marklund även i Audi Sport TT Cup och slutade där på en 16:e plats med 63 poäng och 8:e plats som bästa placering.
Till FIA World Rallycross Championship 2016 slog Kristoffersson Motorsport och Marklund Motorsport samman sina verksamheter för att delta under varumärket Volkswagen RX Sweden. Med sin Volkswagen Polo Supercar slutade Marklund på 13:e plats i poäng, och som bäst en fjärde plats i loppen i Belgien och Sverige.
Han lämnade World Rallycross Championship 2017 och återvände till European Rallycross Championship med Marklund Motorsport. Där vann han titeln med tre segrar på fem lopp. Året därpå återvände han till samma tävling och vann silver. 2022 vann Marklund återigen EM.